# Richard Robitaille
Richard Robitaille est un acteur québécois né le 8 mars 1963 à Montréal.

## Filmographie

### Cinéma
- 1995 : Black List : l'enquêteur adjoint
- 1997 : Les Mille Merveilles de l'univers : un technicien
- 1998 : Musketeers Forever : Député Sam
- 1998 : Les Mots magiques : le fils
- 1999 : Le Dernier Souffle : Duval
- 2000 : The List : le procureur
- 2000 : Wilder : Ricky Harwell
- 2001 : Braquages : un policier
- 2001 : Nos bras meurtris vous tendent le flambeau : le pro
- 2004 : La Peau blanche : le obstétricien
- 2004 : Bonzaïon : François
- 2005 : 3 Needles : l'assureur
- 2007 : Et si... l'espace d'un instant : Jérôme
- 2007 : I'm Not There : le deuxième réalisateur
- 2008 : Story of Jen : l'homme dans le costume bon marché
- 2010 : À l'origine d'un cri : le gardien
- 2010 : The High Cost of Living : le barman
- 2010 : Reste avec moi : Tony
- 2012 : J'espère que tu vas bien : l'amant de Minou
- 2012 : Mars et Avril : le marsonaute n°3
- 2012 : The Expatriate : le gardien de la sécurité
- 2012 : J'espère que tu vas bien 2 : Richard
- 2014 : Qu'est-ce qu'on fait ici ? de Julie Hivon : Beaudoin
- 2016 : Les Tuche 2 : Le Rêve américain : Roger Cerisier
- 2019 : Cimes de Daniel Daigle : Robert
- 2019 : Vivaces (Rustic Oracle) de Sonia Bonspille Boileau : policier à Ottawa

### Télévision
- 1995 : 10-07: L'affaire Zeus : le transporteur de cadavre
- 1997 : Le Masque : l'agent de sécurité (1 épisode)
- 1999 : Bonanno: A Godfather's Story : l'officier
- 1999 : Omertà : Blackburn
- 1999 : Les Prédateurs : Mike Barnes (1 épisode)
- 1999-2000 : Deux frères : Robert Thériault (8 épisodes)
- 2000 : The Secret Adventures of Jules Verne : l'observateur (1 épisode)
- 2001 : Tribu.com : Thierry O'Connor
- 2003 : Caméra Café : Stanislas Privisevsky (1 épisode)
- 2004 : Les Bougon, c'est aussi ça la vie! : Gilles Tessier (1 épisode)
- 2005 : Les Ex : Stéphane Deschenaux
- 2007 : Dead Zone : Jeffrey (1 épisode)
- 2009 : Les Hauts et les Bas de Sophie Paquin : le pilote de la montgolfière (1 épisode)
- 2009-2016 : Yamaska (série télévisée)  : Quentin Tadéo
- 2009 : Lance et compte : Dr Fortin (1 épisode)
- 2010 : Les Rescapés : l'homme du couple BCBG (1 épisode)
- 2011 : Les Boys : le manager de Julien (2 épisodes)
- 2011 : La Bataille d'Amanda : Brendan Cavanaugh
- 2013-2014 : Trauma : Maître Giguère (8 épisodes)
- Depuis 2016 : District 31 : Me Pierre Ségouin, avocat